# Mirkovce
Mirkovce jsou obec na Slovensku, v okrese Prešov v Prešovském kraji.
V obci žije přibližně 1 400 obyvatel.

## Poloha
Obec leží v Košické kotlině v údolí potoka Balka. Zalesněná východní část vrchů zasahuje do Slánských vrchů. Pahorkatina má nadmořskou výšku od 150 do 610 m n. m., východní část zasahuje až do výšky 620 m n. m., střed obce je ve výšce 285 m n. m. Do katastru území obce zasahuje chráněná ptačí oblast Slánské vrchy. V lokalitě Zobraná jsou dvě jeskyně. Nejdelší (11 m) Veterná diera je zimovištěm mloka skvrnitého.
Obec je 12 km vzdálená jihovýchodně od města Prešov a sousedí s obcemi Žehňa na severu, Petrovany, Drienov na západě, Šarišské Bohdanovce na jihu a Brestov na východě.

## Historie
Archeologické nálezy dokládají osídlení před 11. stoletím. V roce 1944 vznikla obec Mirkovce sloučením obcí Vyšné Mirkovce a Nižné Mirkovce. Součástí obce je lokalita Niereše s novou bytovou zástavbou.
První písemná zmínka o obci Nižné Mirkovce pochází z roku 1320, kde je uváděná jako Myrk později Mirkowcze a patřila myšlianskému proboštství. V roce 1427 platila daň z 13 port. Hlavní obživou bylo zemědělství.
První písemná zmínka o obci Vyšné Mirkovce je z roku 1764, kde je uváděná jako Felsö Merk později jako Vyšné Merkovce. V roce 1787 žilo ve 44 domech 331 obyvatel a v roce 1828 v 56 domech žilo 435 obyvatel.

## Kostely
V obci jsou dva kostely. V části Niereše je řeckokatolický filiální kostel svatého Cyrila a Metoděje, které náleží pod farnost Varhaňovce, děkanátu Prešov, archeparchie prešovské.
Druhý je římskokatolický filiální kostel Krista Krále, farnosti v  Brestově, děkanát Obišov, arcidiecéze košické.

## Galerie

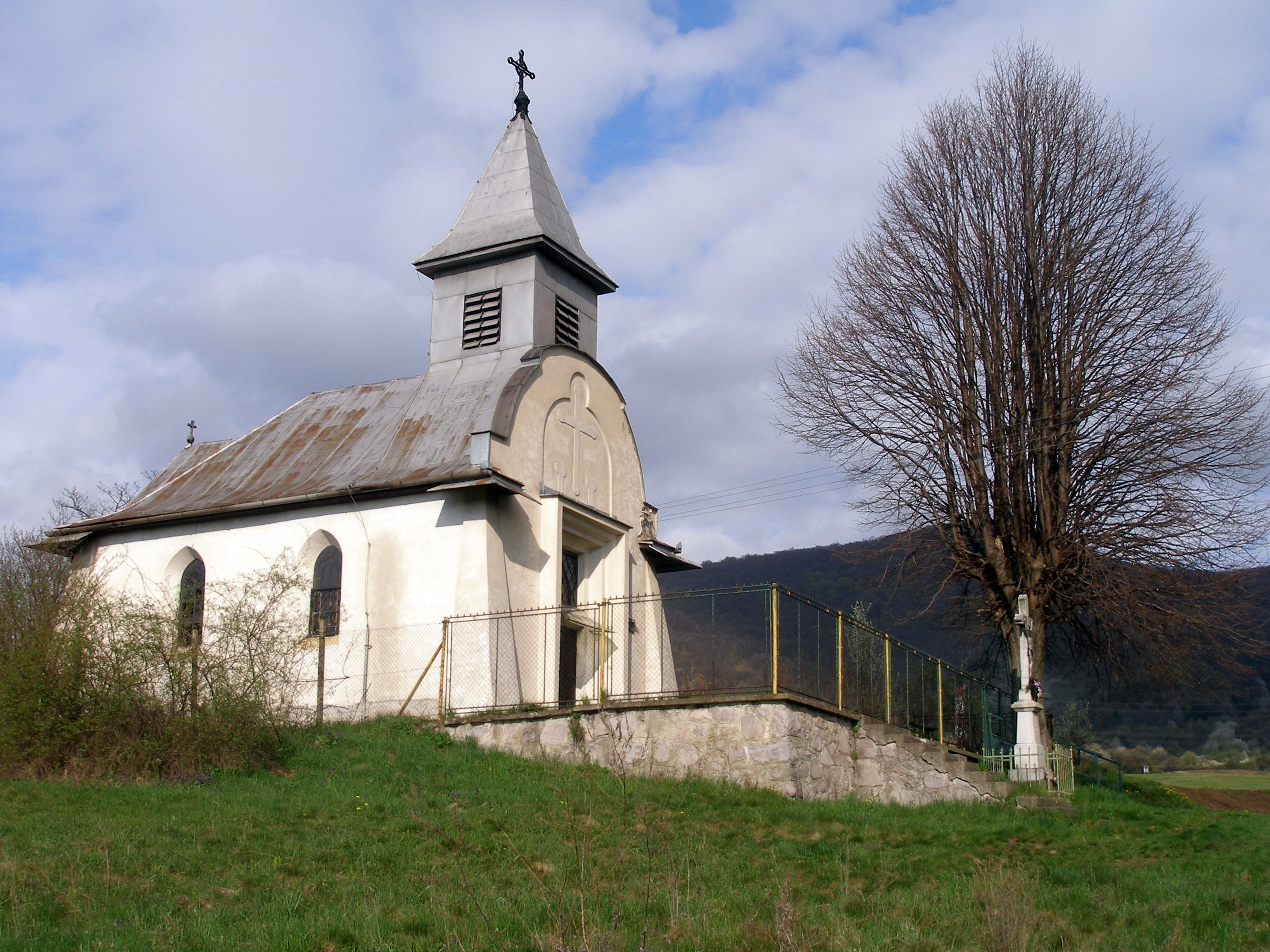
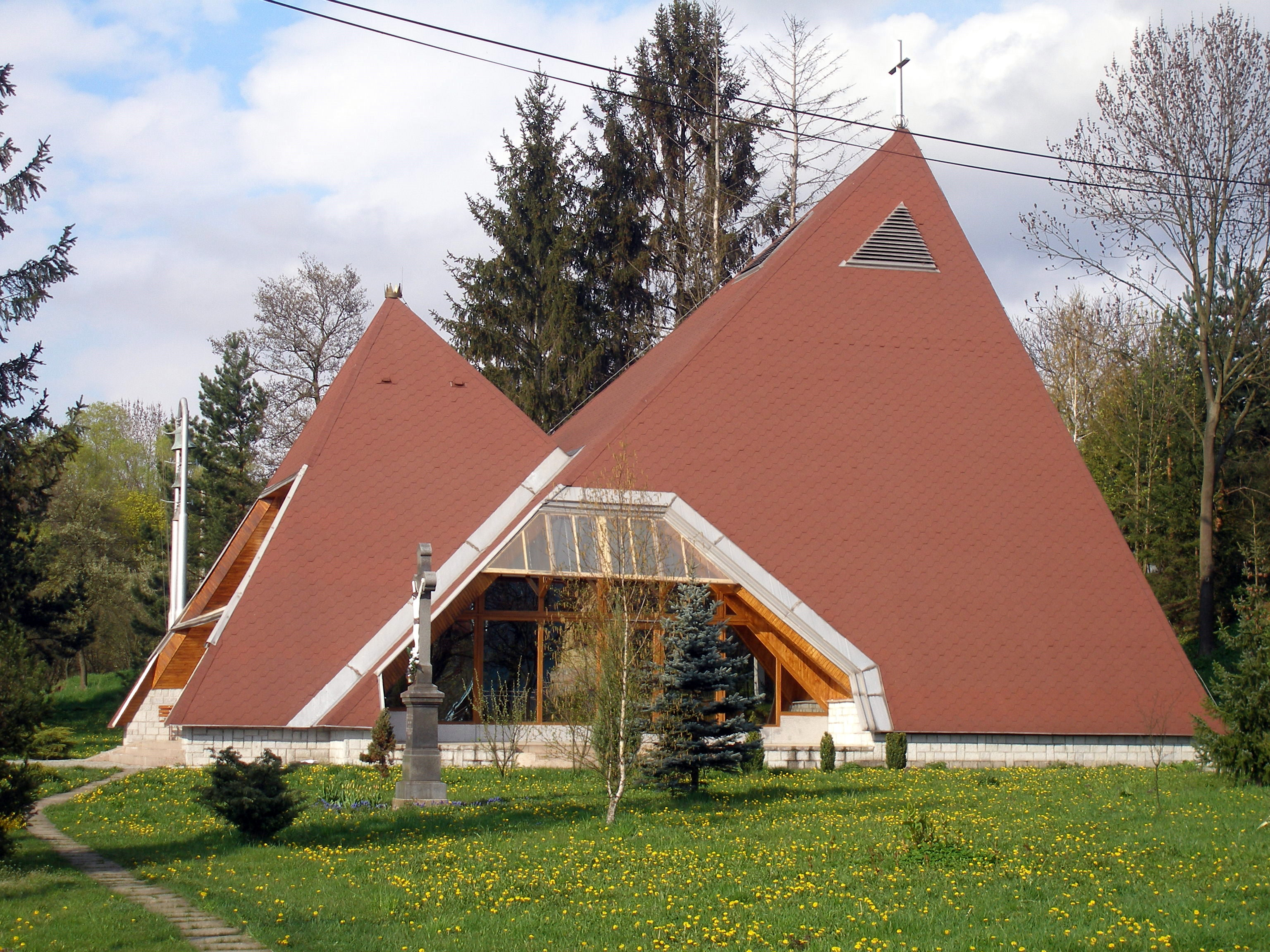
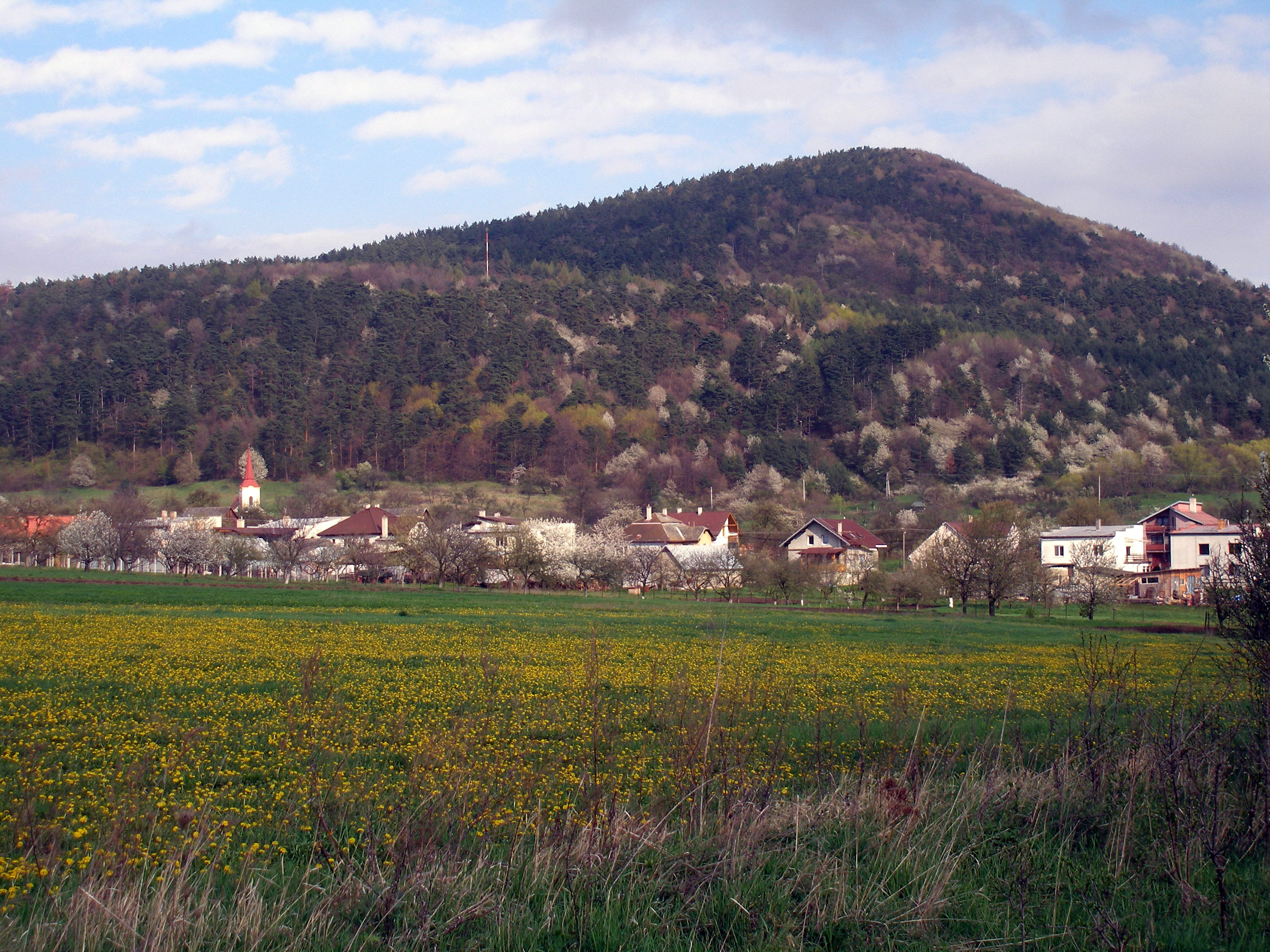